# Klaus-Peter Weichenhain
Klaus-Peter Weichenhain (* 8. Februar 1941 in Frankfurt (Oder)) ist ein ehemaliger deutscher Politiker der DDR-Blockpartei LDPD. Er war Sekretär des Zentralvorstandes und Vorsitzender der Bezirksvorstände Suhl und Berlin der LDPD. Von 1986 bis 1990 war er Abgeordneter der Volkskammer der DDR.

## Leben
Weichenhain, Sohn eines Kaufmanns, besuchte die Oberschule mit Abitur. Von 1959 bis 1963 studierte er an der Pädagogischen Hochschule Potsdam mit dem Abschluss als Lehrer für Geographie und Geschichte. Er trat 1959 in den  FDGB  ein und wurde 1963 Mitglied der Liberaldemokratischen Partei Deutschlands. Nach dem Studium arbeitete er als Lehrer in Voßberg, Letschin und Seelow. Von 1965 bis 1969 war er Abgeordneter des Kreistages Seelow.
Im Jahr 1967 wurde er politischer Mitarbeiter beim Bezirksvorstand  Frankfurt der LDPD. Ein Studium an der Deutschen Akademie für Staats- und Rechtswissenschaft in Potsdam-Babelsberg von 1971 bis 1973 schloss er als Diplomstaatswissenschaftler ab. Danach wurde er zum stellvertretenden Vorsitzenden des LDPD-Bezirksvorstandes Suhl gewählt. Im Februar 1975 übernahm er als Bezirksvorsitzender den Vorsitz des Bezirksverbandes Suhl.  Am 7. August 1975 wurde er von der 12. Sitzung des Zentralvorstandes der LDPD als Mitglied in den Zentralvorstand kooptiert. Im Oktober 1976 wurde er in den Bezirkstag Suhl gewählt, dem er bis 1982 angehörte.
Am 11. Dezember 1981 erfolgte auf der 16. Sitzung des Zentralvorstandes der LDPD seine Wahl zum Sekretär des Zentralvorstandes. Im Januar 1982 wurde er von Manfred Becker im Amt des Suhler LDPD-Bezirksvorsitzenden abgelöst. 
Im April 1982 rückte er auf dem 13. Parteitag der LDPD in Weimar in das höchste Gremium der LDPD auf und wurde Mitglied des Politischen Ausschusses des Zentralvorstandes. Von 1986 bis 1990 gehörte er der Volkskammer an und war Mitglied des Ausschusses für Nationale Verteidigung. Am 21. Januar 1988 wurde er im Beisein des Parteivorsitzenden Manfred Gerlach vom LDPD-Bezirksvorstand Berlin zum Vorsitzenden des Bezirksverbandes gewählt.

## Auszeichnungen
- 1980 Vaterländischer Verdienstorden in Bronze und 1985 in Silber